# Élections législatives danoises de septembre 1920
Les élections législatives danoises de septembre 1920 ont eu lieu le 21 septembre 1920.

## Résultats

### Danemark métropolitain
| Inscrits                     | Inscrits                 | Inscrits                 | 1 577 101 |             |                       |                       |
| Abstentions                  | Abstentions              | Abstentions              | 362 733   | 23 %        |                       |                       |
| Votants                      | Votants                  | Votants                  | 1 214 368 | 77 %        |                       |                       |
|                              |                          |                          |           |             |                       |                       |
| Bulletins enregistrés        | Bulletins enregistrés    | Bulletins enregistrés    | 1 214 368 |             |                       |                       |
| Bulletins blancs ou nuls     | Bulletins blancs ou nuls | Bulletins blancs ou nuls | 2 673     | 0,22 %      |                       |                       |
| Suffrages exprimés           | Suffrages exprimés       | Suffrages exprimés       | 1 211 695 | 99,78 %     | 148 sièges à pourvoir | 148 sièges à pourvoir |
|                              |                          |                          |           |             |                       |                       |
| Liste                        | Tête de liste            |                          | Suffrages | Pourcentage | Sièges acquis         | Var.                  |
| Venstre                      | Niels Neergaard          |                          | 411 661   | 33,97 %     | 51 / 148              | en stagnation         |
| Sociaux-démocrates           | Thorvald Stauning        |                          | 389 653   | 32,16 %     | 48 / 148              | 6                     |
| Parti populaire conservateur | Emil Piper               |                          | 216 733   | 17,89 %     | 27 / 148              | 1                     |
| Parti social-libéral danois  | Carl Theodor Zahle       |                          | 147 120   | 12,14 %     | 18 / 148              | 2                     |
| Parti des employeurs         | Néant                    |                          | 27 403    | 2,26 %      | 3 / 148               | 1                     |
| Parti du Schleswig           | Néant                    |                          | 7 505     | 0,62 %      | 1 / 148               | n/a                   |
| Sociaux-démocrates libres    | Néant                    |                          | 6 460     | 0,53 %      | 0 / 148               | n/a                   |
| Parti communiste du Danemark | Néant                    |                          | 5 160     | 0,43 %      | 0 / 148               | n/a                   |